# Eric Wieschaus
Eric Wieschaus (South Bend (Indiana), 8 de junio de 1947) es un biólogo del desarrollo estadounidense.

## Biografía académica
Su actividad científica comienza en la Universidad de Notre Dame, en South Bend, Indiana, Estados Unidos. Durante algunos años trabaja en Europa en la Universidad de Zúrich, y en el laboratorio de genética molecular de Gif-sur-Ivette, en Francia. Comienza a trabajar en el Laboratorio de Biología Molecular de Heidelberg, Alemania junto a Christiane Nüesslein-Volhard. Posteriormente fue profesor en la Universidad de Princeton, Estados Unidos.
Realiza trascendentes descubrimientos junto a Nüesslein-Volhard y Edward B. Lewis sobre los mecanismos genéticos que controlan el desarrollo del embrión humano. Para sus investigaciones usaron la mosca de la fruta (Drosophila melanogaster) que es un organismo cuyo principios genéticos pueden aplicarse a vertebrados e incluso al hombre.
Recibe el Premio Nobel de Fisiología o Medicina por sus trabajos en 1995.
Recibe la distinción honoris causa, otorgada por la Universidad Andrés Bello (Chile), en el año 2012; en conjunto con Sir John Gurdon.